# Tales Alvarenga
Tales Alvarenga (Silvianópolis 1944 — São Paulo, 3 de fevereiro de 2006) foi um jornalista brasileiro.

## Biografia
Estudou em Belo Horizonte, onde trocou o curso de direito pelo de jornalismo.
Começou a trabalhar em 1968 no jornal Estado de Minas, quatro anos depois trabalhou Jornal da Tarde até que em 1976 ingressou a redação da revista Veja, onde ocupou diversas funções, como editor-assistente, editor de geral, editor-executivo, diretor-adjunto e finalmente diretor de redação no período 1998 até 2004.
No final de 2005 Tales Alvarenga protagonizou uma troca de farpas públicas com o ex-ministro e deputado cassado José Dirceu, este via entrevista à revista Caros Amigos, e aquele por meio de sua coluna semanal na revista Veja.
Tales Alvarenga morreu aos 61 anos por doença intersticial de pulmão. Sua última coluna foi publicada na edição 1942 de 8 de fevereiro de 2006 da revista Veja. Era assumidamente agnóstico.